# UIC-Reisezugwagentypen
Als UIC-Typen X, Y und Z werden Reisezugwagen bezeichnet, die vom Internationalen Eisenbahnverband (Union internationale des chemins de fer, kurz UIC) für den internationalen Reiseverkehr in gewissen Merkmalen normiert wurden.
1961 wurden im Merkblatt 567 die Typen X und Y festgelegt, der Typ Z kam erst später dazu. Mit der Standardisierung sollte den Reisenden im internationalen Verkehr ein einheitlicher Komfort geboten werden, außerdem sollte durch Vereinheitlichung der Unterhalt im Ausland vereinfacht werden. Als Standard vorgegeben wurde die Verwendung von Gummiwulsten als Wagenübergänge anstelle von Faltenbälgen.

## UIC-Typ X

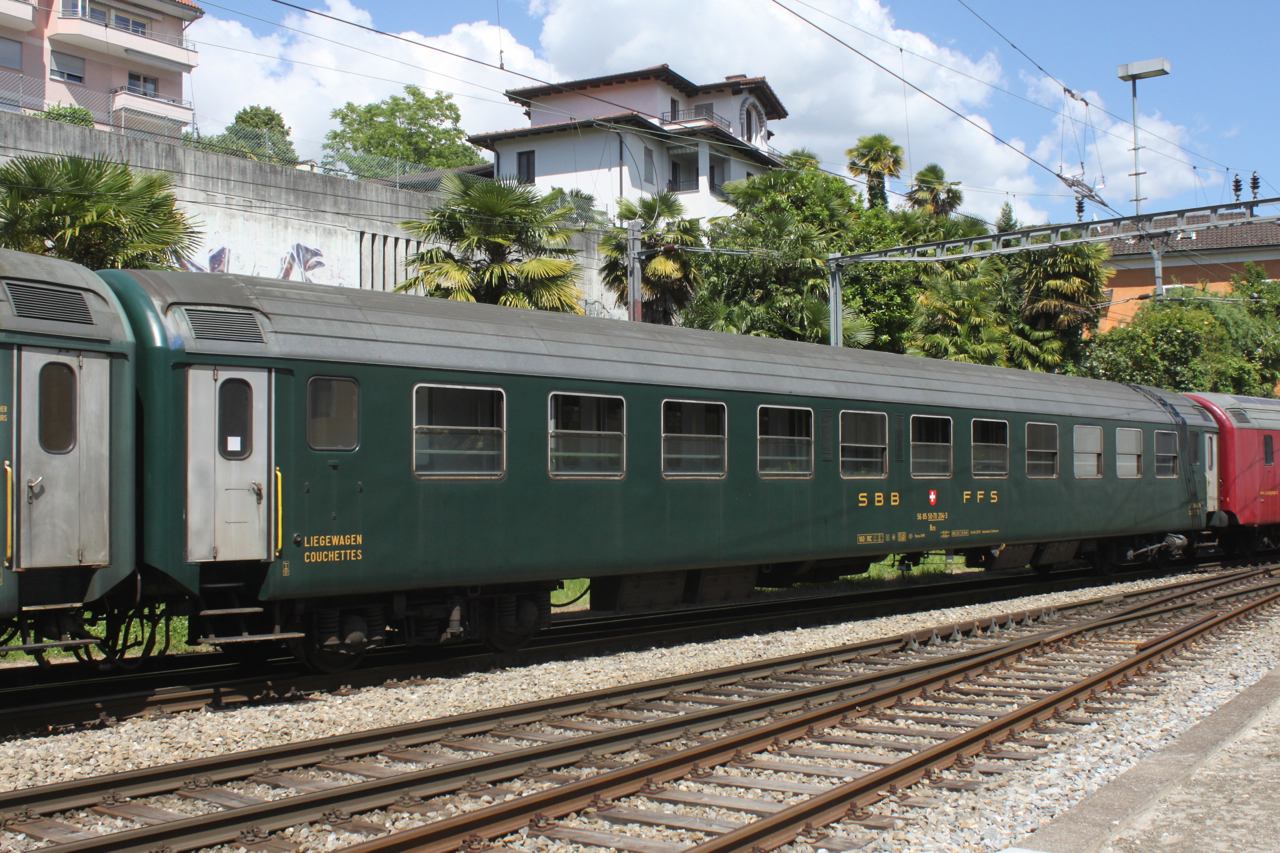
UIC-Typ-X-Wagen der SBB

Der UIC-Typ X baut auf den Merkmalen der nach dem Zweiten Weltkrieg von der Deutschen Bundesbahn (DB) entwickelten Schnellzugwagen auf. Diese Abteilwagen mit Seitengang sind 26,4 m lang und weisen Einstiege am Wagenende auf, und zwar:
- 10 Abteile mit 6 Sitzplätzen in der 1. Klasse,
- 12 Abteile mit  6 Sitzplätzen in der 2. Klasse,
- gemischtklassige Wagen, in der Regel 6 Abteile 2. Klasse und 5 Abteile 1. Klasse.

Wagen vom Typ UIC-X wurden vor allem durch die DB (sogenannte „m-Wagen“) und die italienische FS in vierstelliger Zahl beschafft. Kleinere Serien gab es bei der belgischen SNCB (Typen I4 und I5), der Schweizer SBB (siehe UIC-X- und Z2-Wagen der SBB), der österreichischen ÖBB (Lizenzbauten der Schweizer Typen), der spanischen RENFE (Serie 8000) und der jugoslawischen JZ. Andere Bahnen, vor allem die griechische OSE, kauften später gebrauchte Wagen aus Deutschland oder Italien.

## UIC-Typ Y

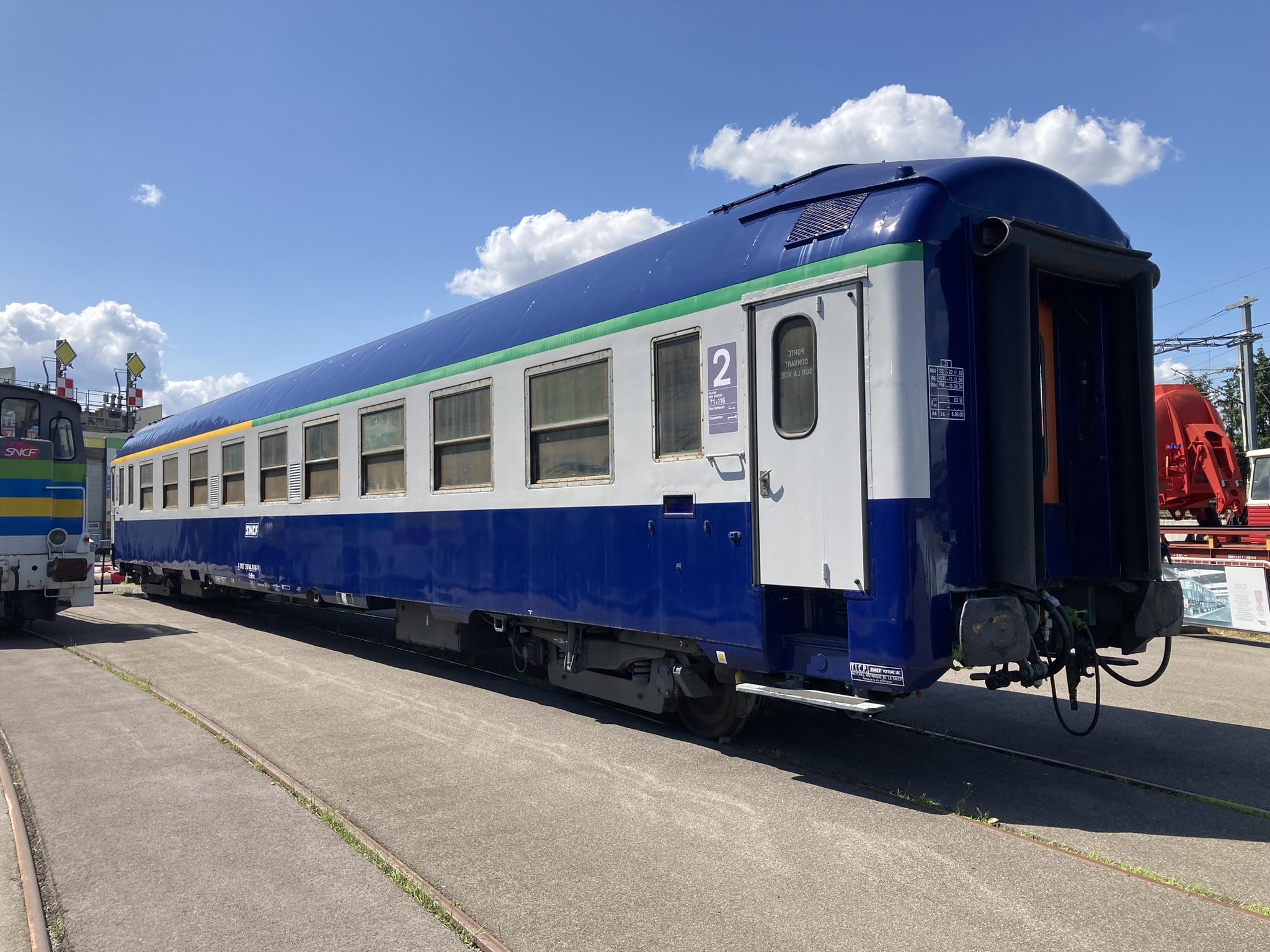
UIC-Typ-Y-Wagen der SNCF

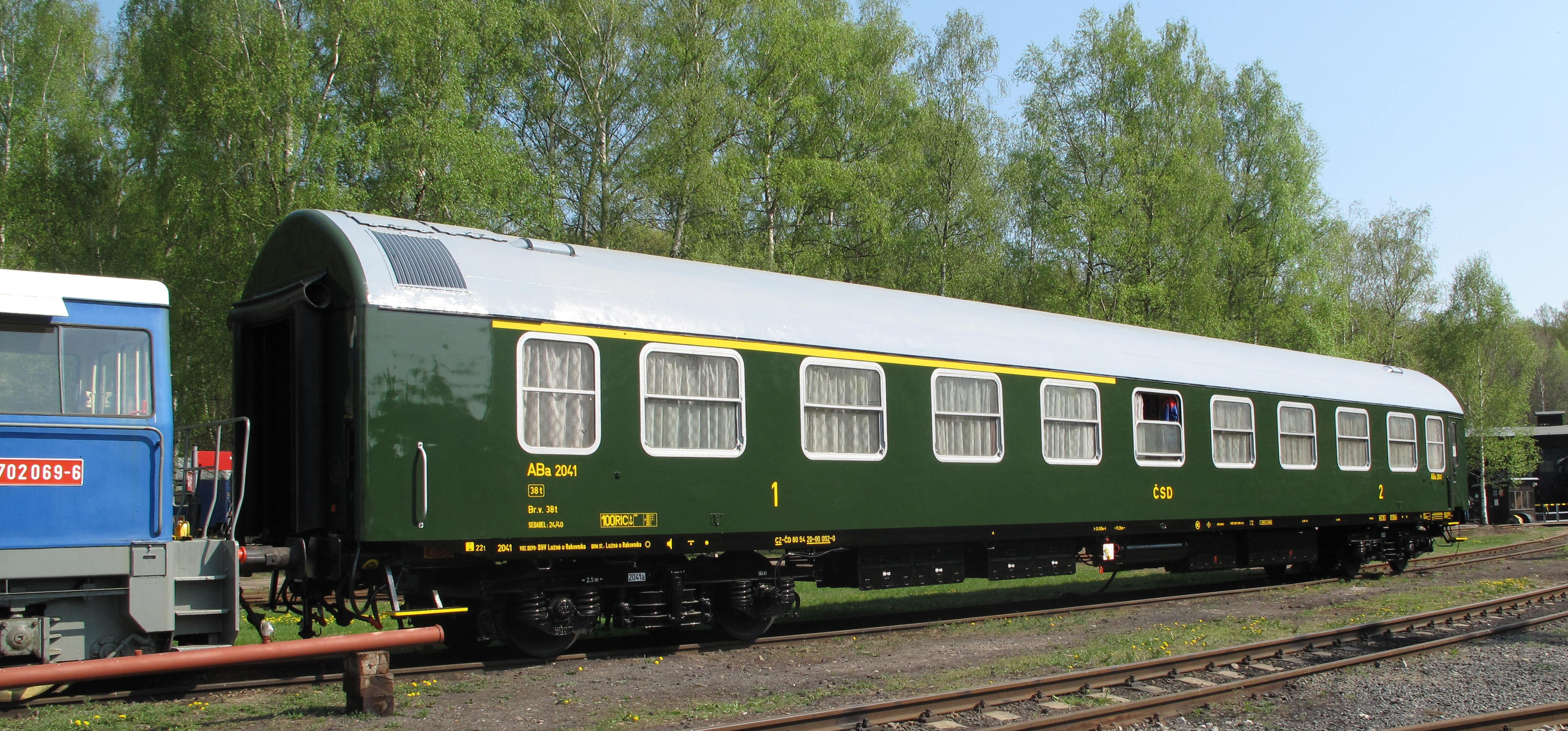
UIC-Typ-Y-Wagen der ČSD

Der UIC-Typ Y basiert auf dem französischen Konzept eines Schnellzugwagens, der sowohl im nationalen als auch im internationalen Verkehr eingesetzt werden konnte. Wesentliche Unterschiede zum Typ X sind die geringere Länge und die höhere Sitzplatzanzahl in den Abteilen der zweiten Klasse. Die serienmäßig mit Seitengangabteilen ausgestatteten Wagen sind 24,5 m lang, die Einstiege befinden sich wie bei den UIC-X-Wagen am Wagenende:
- 9 Abteile mit 6 Sitzplätzen in der 1. Klasse,
- 10 Abteile mit 8 Sitzplätzen in der 2. Klasse.
- gemischtklassige Wagen, in der Regel 5 Abteile 2. Klasse und 4 Abteile 1. Klasse

Darüber hinaus wurden bei vielen Bahnen auch Liegewagen, Wagen mit Gepäckabteil und Speisewagen nach dem gleichen Konzept gebaut.
Die französische SNCF beschaffte zwischen 1964 und 1976 insgesamt 1328 UIC-Y-Wagen, davon 448 Liegewagen 2. Klasse und 300 Sitzwagen 2. Klasse. Die Wagen waren bis 2009 im Einsatz, wobei sie zusammen mit den USI-Wagen auch im reinen Inlandsverkehr eingesetzt wurden.
Neben der SNCF wurden UIC-Y-Wagen vor allem im Bereich der OSShD in großer Zahl gebaut und sind dort bis heute im Einsatz. Außerhalb des RGW wurden diese Wagen auch nach Griechenland exportiert. Kleinere Serien von Eigenentwicklungen gab es bei der dänischen DSB, der italienischen FS, die schnell und zahlreich auf UIC-X umstellte, der jugoslawischen JZ, wo später eine Kleinserie von UIC-X-Wagen folgte, und der polnischen PKP, die auch Wagen aus der DDR beschaffte.

## UIC-Typ Z

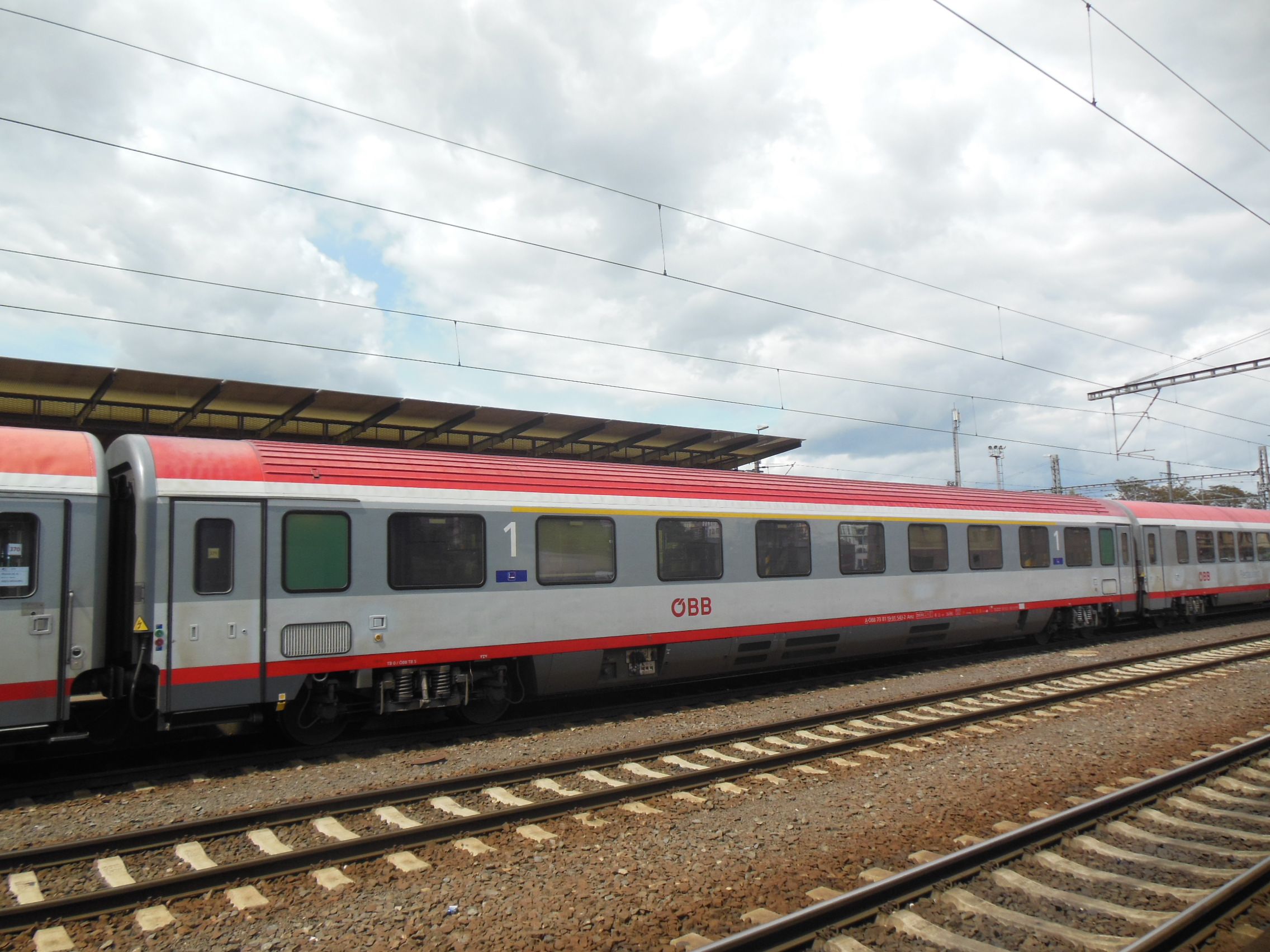
UIC-Typ Z (druckertüchtigt) der ÖBB

Mit der Entwicklung der Eurofima-Wagen wurde ein neuer Komfortstandard erreicht. Die Abteilzahl wurde bei gleicher Wagenlänge um eines reduziert, außerdem wurden die Wagen klimatisiert sowie weitgehend einheitlich in der orange-lichtgrauen Eurofima-C1-Lackierung angestrichen. Diese Wagen wurden ab 1976 als Typ Z bezeichnet. Da aber verschiedene Bahnen weiterhin nicht klimatisierte Wagen beschaffen wollten beziehungsweise bereits zuvor die Abteilzahl gegenüber dem Typ X vermindert hatten – die SBB bei allen Beschaffungen seit 1969 – wurde schließlich die Unterscheidung in Z1 und Z2 geschaffen:
- Z1 = klimatisierte Wagen mit verminderter Abteilzahl
- Z2 = nicht klimatisierte Wagen mit verminderter Abteilzahl

und zwar
- 9 Abteile mit 6 Plätzen in der 1. Klasse,
- 11 Abteile mit 6 Plätzen in der 2. Klasse,
- gemischtklassige Wagen in der Regel 5 Abteile 2. Klasse und 4 Abteile 1. Klasse.

Mit den Eurofima-Wagen wurde der Übergang von den für die Typen X und Y charakteristischen Drehfalttüren zu pneumatisch bedienten Schwenkschiebetüren vollzogen.
Bei den Österreichischen Bundesbahnen (ÖBB) wurden viele Wagen dieser Type in Dienst gestellt, um die alten Wagen aus der Zwischenkriegszeit schneller auszumustern. Diese stammen meist nicht aus der ursprünglichen Gemeinschaftsserie, sondern sind Lizenznachbauten von Simmering-Graz-Pauker (SGP), welche sich in Details von den ursprünglichen unterscheiden (teilweise Drehfalttüren, geänderte Schürzen). Später beschaffte man die von SGP weiterentwickelte Bauart Z1 (druckertüchtigt), die mit geänderter Schürze, Drucktaster-betätigten Türen und den an den Ecken positionierten Schlusslichtern deutlich zu unterscheiden sind.